# Euroschinus vieillardii
Espèce
Euroschinus vieillardii est une espèce de plantes de la famille des Anacardiaceae. Elle est endémique de Nouvelle-Calédonie.

## Liste des variétés
Selon GBIF (6 septembre 2023) :
- Euroschinus vieillardii var. glaber Hürl.
- Euroschinus vieillardii var. vieillardii

## Systématique
Le nom correct complet (avec auteur) de ce taxon est Euroschinus vieillardii Engl..